# William Camden Edwards
William Camden Edwards, né en 1777 dans le Monmouthshire et mort en 1855 à Bungay dans le Suffolk, est un graveur britannique.

## Biographie

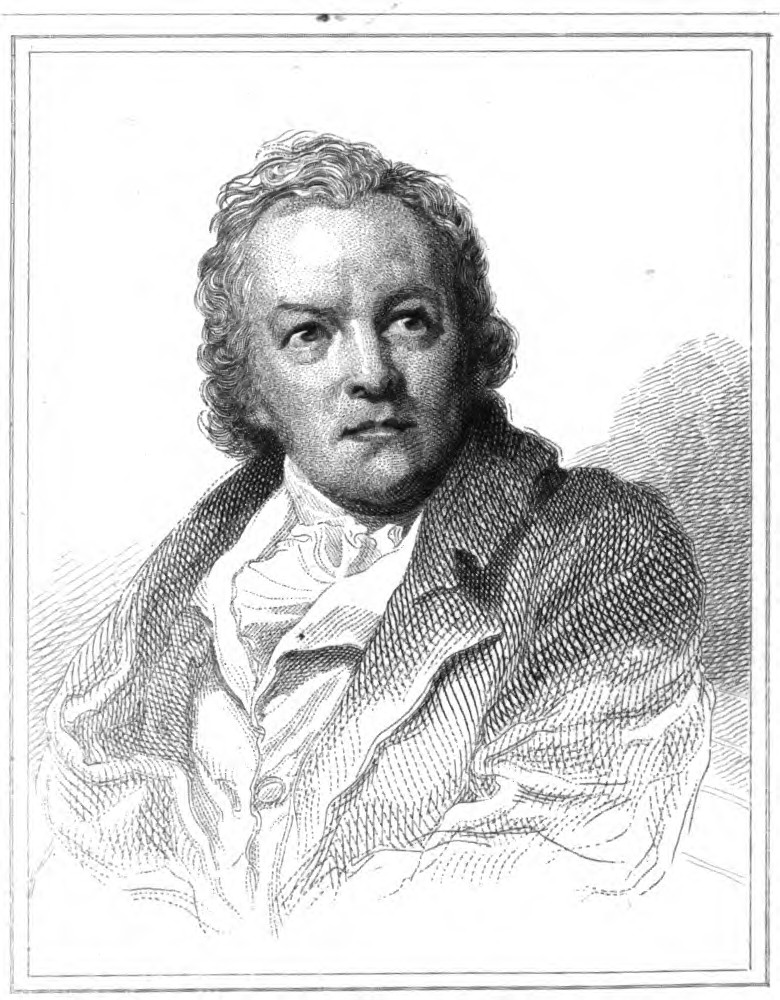
Portrait de William Blake (dans The Lives of the Most Eminent British Painters, Sculptors, and ..., Vol. 2, 1830).

William Camden Edwards naît en 1777 dans le Monmouthshire.
Il travaille pour la maison d'édition Edition Ch. Brightly, et pour des publications archéologiques. Il grave également de nombreux portraits, dont ceux de Hogarth et de Reynolds. Il y a aussi des reproductions de H. Fuseli d'après Thomas Lawrence, D. Sayers d'après Opie et Milton et ses filles d'après G. Romney.
Il meurt en 1855 à Bungay dans le Suffolk.